# Rosiers-d'Égletons
Rosiers-d'Égletons è un comune francese di 1 120 abitanti situato nel dipartimento della Corrèze nella regione della Nuova Aquitania.

## Società

### Evoluzione demografica
Abitanti censiti